# Herbager
Herbager (1956-1976) est un cheval de course pur-sang anglais, spécialiste des courses de plat.   

## Carrière de course
Élevé par Léopold Bara, qui avait acquis sa mère alors qu'elle était pleine du futur champion, Herbager passe aux ventes de yearlings, où Simone Del Duca débourse 3,9 millions de francs pour l'intégrer à son écurie.  Il débute à 2 ans par une seconde place, avant d'ouvrir son palmarès dans le Prix Séraphine.
À 3 ans, il s'affirme immédiatement comme le meilleur poulain de sa génération, s'adjugeant coup sur coup les Prix Greffulhe et Hocquart, à chaque fois devant les vainqueurs des grandes épreuves à 2 ans, Le Loup Garou (Critérium de Saint-Cloud) et Princillon (Prix de la Salamandre). Il se présente dans la peau du grandissime favori dans le Prix du Jockey Club, semblant ne pas avoir d'adversaire à sa mesure. Il l'emporte, non sans s'être heurté à la ténacité de Dan Cupid, qu'il ne devance que d'une encolure, alors que le peloton termine à 5 longueurs. Herbager doit maintenant affronter les chevaux d'âge dans le Grand Prix de Saint-Cloud, et il s'y impose, de peu mais sûrement, devant un autre poulain français qui avait terminé troisième du Derby d'Epsom, Shantung. À l'automne, il confirme ses bonnes dispositions en conservant son invincibilité à 3 ans dans le Prix du Prince d'Orange et se voit naturellement consacré grand favori du Prix de l'Arc de Triomphe. Il en aurait à n'en pas douter fourni un beau vainqueur, mais une blessure à la jambe durant le parcours en décide autrement, et le poulain, nanti d'un ronflant rating de 136 décerné par Timeform, quitte la scène pour entrer au haras, laissant derrière lui le goût amer des triomphes avortés.

### Résumé de carrière
| Date        | Hippodrome  | Pays        | Course                    | Distance    | Jockey         | Place       | Écart       | Vainqueur ou deuxième |
| 1958, 2 ans | 1958, 2 ans | 1958, 2 ans | 1958, 2 ans               | 1958, 2 ans | 1958, 2 ans    | 1958, 2 ans | 1958, 2 ans | 1958, 2 ans           |
| ----------- | ----------- | ----------- | ------------------------- | ----------- | -------------- | ----------- | ----------- | --------------------- |
|             |             | France      |                           |             | Guy Chancelier | 2e          |             |                       |
|             |             | France      | Prix Séraphine            |             | Guy Chancelier | 1er         |             |                       |
| 1959, 4 ans |             |             |                           |             |                |             |             |                       |
| 20 avril    | Longchamp   | France      | Prix Greffulhe            | 2 100 m     | Guy Chancelier | 1er         |             | Le Loup Garou         |
| 11 mai      | Longchamp   | France      | Prix Hocquart             | 2 400 m     | Guy Chancelier | 1er         |             | Princillon            |
| 15 juin     | Chantilly   | France      | Prix du Jockey Club       | 2 400 m     | Guy Chancelier | 1er         | encolure    | Dan Cupid             |
| 6 juillet   | Saint-Cloud | France      | Grand Prix de Saint-Cloud | 2 400 m     | Guy Chancelier | 1er         |             | Shantung              |
| Septembre   | Longchamp   | France      | Prix du Prince d'Orange   | 2 400 m     | Guy Chancelier | 1er         |             | Marino                |
| 5 octobre   | Longchamp   | France      | Prix de l'Arc de Triomphe | 2 400 m     | Guy Chancelier | NP          | ―           | Saint-Crespin         |

## Au haras
Herbager prend ses quartiers d'étalon au Haras de la Beauvoisinnière jusqu'en 1964, lorsque Arthur B.Hancock, le grand éleveur américain, propose 700 000 dollars à ses propriétaires. Le cheval prend la direction du Kentucky et rejoint le grand haras de Claiborne Farm, où il effectuera toute sa carrière, jusqu'à ce qu'une crise cardiaque lui ôte la vie en 1976. Régulièrement classé parmi les dix meilleurs reproducteurs américains, il a réussi une remarquable carrière d'étalon. Parmi ses meilleurs produits, citons : 
- Grey Dawn : champion à 2 ans (Grand Critérium, Prix de la Salamandre, Prix Morny), qui a tracé à son tour aux États-Unis, puisqu'il fut tête de liste des pères de mères en 1990.
- Sea Hawk : Critérium de Saint-Cloud, Grand Prix de Saint-Cloud
- Our Mims : Coaching Club American Oaks, Alabama Stakes, pouliche de 3 ans de l'année 1977
- Bag of Tunes : Kentucky Oaks
- Loud : Travers Stakes
- Dike : Breeders' Futurity Stakes, Wood Memorial Stakes
- Big Spruce : San Luis Rey Handicap, Marlboro Cup Invitational Handicap
- Tiller : San Juan Capistrano, Tidal Handicap, Sword Dancer Handicap

Herbager a également brillé comme père de mère, en particulier grâce à sa fille Ballade, fabuleuse poulinière qui a donné le phénomène Devil's Bag (meilleur 2 ans américain en 1983), Saint Ballado (vainqueur de l'Arlington Classic et tête de liste des étalons américains en 2005) et la championne canadienne Glorious Song, sacrée meilleure jument d'âge d'Amérique du Nord en 1980 et membre du Hall of Fame des courses canadiennes, mère à son tour de Singspiel, Rahy (Blushing Groom), deuxième des Middle Park Stakes avant de devenir un étalon de premier plan (père notamment du champion Fantastic Light), et Rakeen (Northern Dancer), placé de groupe 1 en Afrique du Sud où il a donné Jet Master, élu deux fois cheval de l'année et sacré sept fois tête de liste des étalons sud-africains. Herbager est également le père de mère du vainqueur du Prix de l'Arc de Triomphe et grand étalon Rainbow Quest. 

## Origines

### Pedigree
| Origines de Herbager, mâle bai né en 1956 | Origines de Herbager, mâle bai né en 1956 | Origines de Herbager, mâle bai né en 1956 | Origines de Herbager, mâle bai né en 1956 |
| ----------------------------------------- | ----------------------------------------- | ----------------------------------------- | ----------------------------------------- |
| Père Vandale 1943                         | Plassy 1932                               | Bosworth 1926                             | Son-in-Law                                |
| Père Vandale 1943                         | Plassy 1932                               | Bosworth 1926                             | Serenissima                               |
| Père Vandale 1943                         | Plassy 1932                               | Pladda 1926                               | Phalaris                                  |
| Père Vandale 1943                         | Plassy 1932                               | Pladda 1926                               | Rothesay Bay                              |
| Père Vandale 1943                         | Vanille 1929                              | La Farina 1911                            | Sans Souci                                |
| Père Vandale 1943                         | Vanille 1929                              | La Farina 1911                            | Malatesta                                 |
| Père Vandale 1943                         | Vanille 1929                              | Vaya 1909                                 | Beppo                                     |
| Père Vandale 1943                         | Vanille 1929                              | Vaya 1909                                 | Waterhen                                  |
| Mère Flagette 1951                        | Escamillo 1939                            | Firdaussi 1929                            | Pharos                                    |
| Mère Flagette 1951                        | Escamillo 1939                            | Firdaussi 1929                            | Brownhylda                                |
| Mère Flagette 1951                        | Escamillo 1939                            | Estoril 1930                              | Solario                                   |
| Mère Flagette 1951                        | Escamillo 1939                            | Estoril 1930                              | Appleby                                   |
| Mère Flagette 1951                        | Fidgette 1939                             | Firdaussi 1929                            | Pharos                                    |
| Mère Flagette 1951                        | Fidgette 1939                             | Firdaussi 1929                            | Brownhylda                                |
| Mère Flagette 1951                        | Fidgette 1939                             | Boxeuse b. 1931                           | Teddy                                     |
| Mère Flagette 1951                        | Fidgette 1939                             | Boxeuse b. 1931                           | Spicebox (famille 16-c)                   |